# Визан
Виза́н (фр. Visan) — коммуна во французском департаменте Воклюз региона Прованс — Альпы — Лазурный Берег. Относится к кантону Вальреа. 

## Географическое положение

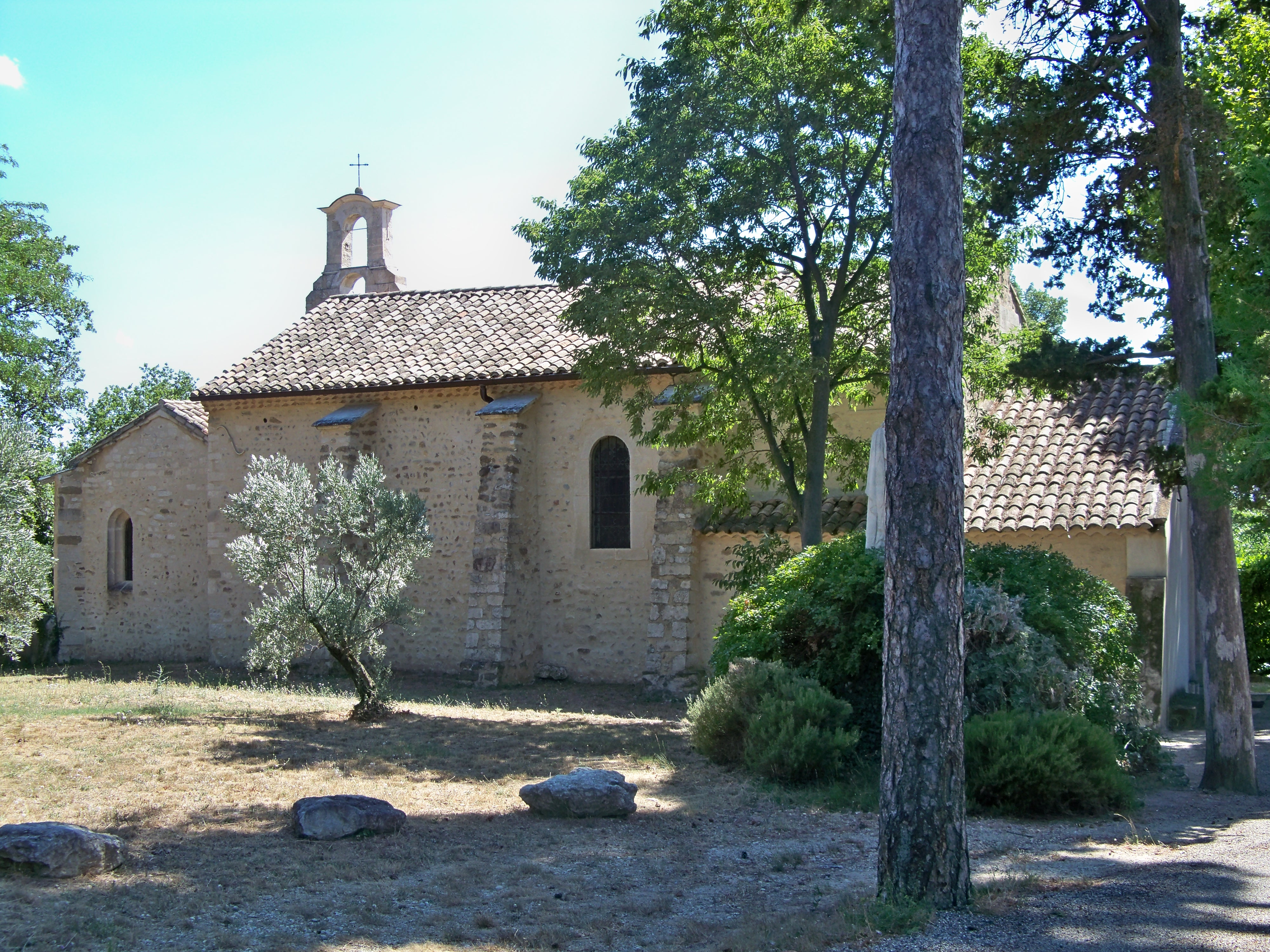
Церковь Нотр-Дам-де-Винь.

Визан расположен в 45 км к северу от Авиньона. Соседние коммуны: Вальреа на северо-востоке, Сен-Морис-сюр-Эг на востоке, Тюлетт на юге, Буше и Сен-Тюркуа на западе.

### Гидрография
Визан пересекает небольшая река Эрен, приток Ле. Ручей Кост-Шод, впадающий в Эрен, протекает по коммуне.

## Демография
Население коммуны на 2010 год составляло 1932 человека.
| 1962 | 1968 | 1975 | 1982 | 1990 | 1999 | 2010 |
| ---- | ---- | ---- | ---- | ---- | ---- | ---- |
| 1216 | 1238 | 1211 | 1289 | 1514 | 1621 | 1932 |

## Достопримечательности
- Часовня Нотр-Дам-де-Винь-де-Визан, построена в XIII веке.
- Церковь Сен-Пьер.
- Рю-де-Нобль с домами XV века.
- Мэрия, здание XVIII века на основании здания XIV века.
- Руины замка XII века.
- Остатки ворот Пюи-Барре XIV века и Сен-Мартен начала XV века.
- Часовня Сен-Венсан.